# Jiří Frejka

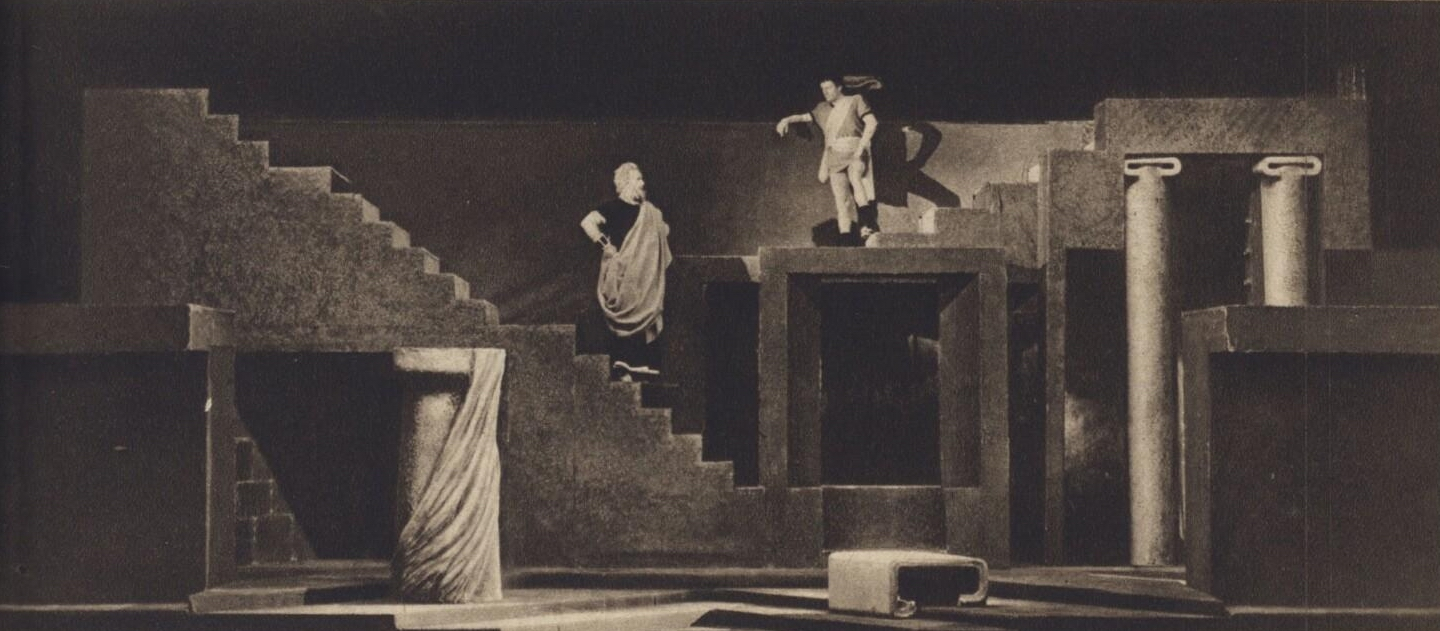
Pierścień Gygesa, reżyseria Jiří Frejka, adaptacja sceniczna Jiří Trnka, Teatr Narodowy, 1944

Jiří Frejka (ur. 6 kwietnia 1904 w Útěchovicach, zm. 27 października 1952 w Pradze) – czeski reżyser, aktor, teoretyk i krytyk teatralny, tłumacz, prozaik i pedagog. Wraz z J. Honzlem i E.F. Burianem jest zaliczany do przedstawicieli czeskiej awangardy teatralnej.

## Życiorys
Urodził się w rodzinie myśliwego. Nie ukończył studiów wyższych ani konserwatorium.
W 1925 został współzałożycielem Teatru Wyzwolonego (Osvobozené divadlo), należał również do grupy czeskich artystów awangardowych Devětsil. W latach 1927 i 1929, jako jeden z założycieli, przyczynił się do powstania teatrzyków Dada i Nowoczesne Studio. W wystawianych tam sztukach koncentrował się na nowoczesnej interpretacji tekstów tradycyjnych, które ożywiał w duchu poetyckości lirycznej i konstruktywizmu. W duchu dadaizmu destruktywnego przedstawiał także rewie oraz satyryczne i parodystyczne sztuki.
W latach 1930–1945 obejmował stanowisko reżysera w Teatrze Narodowym w Pradze, gdzie rozwijał dzieło swojego poprzednika, K. H. Hilara. W międzyczasie został współzałożycielem AMU (Akademie múzických umění v Praze), gdzie obejmował również stanowisko profesora, a w latach 1946–1948 był pierwszym dziekanem Wydziału Teatralnego. W latach 1945–1950 był dyrektorem Teatru na Vinohradach. W teatrze tym łączył ekspresywną przesadę ze zmysłowo-bogatą, pełną temperamentu i zmienną fantazją bycia scenicznego. Był jednak często krytykowany, gdyż dla komunistycznych urzędników nie był wystarczająco czynnym politycznie twórcą artystycznym, reżyserowane przez niego sztuki miały za mało nawiązań socjalistycznych. Próbował stworzyć teatr niezaangażowany politycznie, co nie było ówcześnie możliwe.
W 1950, z powodów ideologicznych, został przeniesiony do Teatru Państwowego w Pradze-Karlinie, gdzie również spotkał się z krytyką za rzekome próby stłumienia operetki i zastąpienia jej zabawą ze śpiewem.
W roku 1952 popełnił samobójstwo, co mogło być spowodowane brakiem zatrudnienia, a tym samym współpracy z teatrem, oraz trudami życia w państwie komunistycznym w atmosferze strachu lat 50. XX wieku.
Kilka miesięcy później, w 1953, po nieudanej operacji zmarł jego syn George, a jego żona, Dagmar Vondrová-Frejková, popełniła, wraz ze swoją matką, samobójstwo, zatruwając się gazem.

## Twórczość
Autor publikacji Živé divadlo (1936), Dziennik Jarmily Horákové (1940), Smích a divadelní maska (1942), Jevištní řeč a verš tragédie (1944) oraz Železná doba divadla (1945). Napisał również kilka proz autobiograficznych, m.in. Outěchovice (1942) i Myslivecké povídačky (1964).
W swoich filmach wykorzystywał zasady nowej metafory i liryzmu uczuciowego, co było widoczne przede wszystkim w inscenizacjach społecznie nośnych. Był pionierem projekcji filmowych w spektaklach teatralnych, starał się również wprowadzać nowoczesną koncepcję klasycznej commedia dell’arte.
Reżyser miał duży wpływ na ówczesną czeską generację aktorską (Jarmila Horáková, Ladislav Pešek, Jaroslav Průcha).

## Wybrane dzieła

### Spektakle teatralne
- Cyrk Dandin (Molier, 1925)
- Romeo i Julia (W. Shakespeare, 1929)
- Milenci z kiosku (V. Nezval, 1932)
- Ptaki (Arystofanes, 1934)
- Jezero Ukereve (V. Vančura, 1936)
- Rewizor (N. Gogol, 1936)
- Zlý jelen (V.K. Klicpera, 1942)
- Strakonický dudák (J.K. Tyl, 1943)